# مکتب فرایبورگ
مکتب فرایبورگ (آلمانی: Freiburger Schule) یک مکتب فکری اقتصادی است که در دهه ۱۹۳۰ میلادی در دانشگاه فرایبورگ تأسیس شد.
این مکتب تا حدودی مبتنی بر مکتب تاریخی اقتصاد بنیان‌گذاشته‌شده، اما تأکید می‌کند که فقط برخی از اشکال رقابت خوب هستند، در حالی که برخی دیگر ممکن است نیاز به نظارت داشته باشند. نقش قانونی و مشروع دولت در دموکراسی در مکتب فرایبورگ مورد تأکید است. این مکتب عناصر نظری اقتصادی اردولیبرالیسم و اقتصاد بازار اجتماعی در آلمان پس از جنگ را ارائه کرد.
در گذشته مکتب اقتصاد فرایبورگ «نئولیبرالیسم» نامیده می‌شد تا اینکه محققان انگلیسی-آمریکایی دوباره آن را به معنای کنونیش به کار گرفتند.

## فهرست حامیان این مکتب
- Franz Böhm[۳]
- Juergen B. Donges
- Ludwig Erhard
- Walter Eucken[۴]
- Edith Eucken-Erdsiek
- Andreas Freytag
- Hans Gestrich [de]
- Hans Großmann-Doerth [de]
- Paul Hensel
- Michael Hüther
- Wolfgang Kitterer [de]
- Friedrich A. Lutz
- Karl-Friedrich Maier
- Fritz W. Meyer [de]
- Leonhard Miksch [de]
- Bernd Raffelhüschen [de]
- Hans-Werner Sinn

ویلهلم رپکه (از مکتب اتریش)، آلفرد مولر-آرماک و الکساندر روستو از اعضای مکتب فرایبورگ نبودند، اما همراه با مکتب فرایبورگ، پایه‌های اردولیبرالیسم را فراهم کردند.